# Glazba u 1995.
Glazba u 1995. godini.

## Svijet

### Izdanja
Objavljeni studijski, koncertni i kompilacijski albumi, singlovi, maksi singlovi, EP-ovi.
Za poznate glazbenike koje su tad objavili djelo, ali nisu ga objavili nosaču zvuka kod izdavačke kuće, nego u vlastitom izdanju, to ulazi ovdje. Isto vrijedi i za one glazbenike koji (ni)su djelovali u doba kad nije bilo nosača zvuka, nego su djelo objavili u pisanom obliku.

### Koncertne turneje
Održane koncertne turneje.
- Alanis Morissette – Can’t Not Tour,  1995. – 1996.[1]

### Istaknuti koncerti
Povijesno važni koncerti, prvi povijesni koncert nekog glazbenog subjekta ili posljednji (oproštajni) koncert nekog glazbenog subjekta.

### Europska natjecanja
Europska glazbena natjecanja.
- Pjesma Eurovizije:
- Dječja Pjesma Eurovizije:

## Osnivanja
Osnivanja poznatih izdavačkih kuća, sastava, prvi glazbeni angažman, glazbenih emisija na radiju, televiziji, glazbenih časopisa ili portala, pokretanje glazbene manifestacije, izgradnja poznate koncertne dvorane ili otvaranje poznatog glazbenog kluba i sl.

## Gašenja i raspuštanja
Gašenja ili preuzimanja poznatih izdavačkih kuća, sastava, glazbenih emisija na radiju, televiziji, glazbenih časopisa ili portala, glazbene manifestacije, raspuštanja glazbenih subjekata i sl.

### Rođenja
Rođenja poznatih glazbenika i osoba u svezi s glazbom.
- 28. travnja –  Melanie Martinez
- 9. svibnja – Andrea Motis
- 15. svibnja –  Ksenija Sitnik
- 4. srpnja – Post Malone
- 22. kolovoza – Dua Lipa
- 30. prosinca – V Kim Tae-hyung

### Smrti
Smrti poznatih glazbenika i osoba u svezi s glazbom.

## Hrvatska

### Izdanja
Objavljeni studijski, koncertni i kompilacijski albumi, singlovi, maksi singlovi, EP-ovi.
Za poznate glazbenike koje su tad objavili djelo, ali nisu ga objavili nosaču zvuka kod izdavačke kuće, nego u vlastitom izdanju, to ulazi ovdje. Isto vrijedi i za one glazbenike koji (ni)su djelovali u doba kad nije bilo nosača zvuka, nego su djelo objavili u pisanom obliku.

## Gašenja i raspuštanja
Gašenja ili preuzimanja poznatih izdavačkih kuća, sastava, glazbenih emisija na radiju, televiziji, glazbenih časopisa ili portala, glazbene manifestacije, raspuštanja glazbenih subjekata i sl.

### Rođenja
Rođenja poznatih glazbenika i osoba u svezi s glazbom.

### Smrti
Smrti poznatih glazbenika i osoba u svezi s glazbom.

## Ostalo
Uvođenje novih nosača zvuka, medijskog servisa i distribucijskog kanala i sl.